# Metropolia Jaro Iloilo
Metropolia Jaro Iloilo – jedna z 16 metropolii kościoła rzymskokatolickiego na Filipinach. Została erygowana 29 czerwca 1951.

## Diecezje
- Archidiecezja Jaro
  - Diecezja Bacolod
  - Diecezja Kabankalan
  - Diecezja San Carlos
  - Diecezja San Jose de Antique

## Metropolici
- José Maria Cuenco (1951-1972)
- Jaime Sin (1972-1974)
- Artemio G. Casas (1974-1985)
- Alberto Jover Piamonte (1986-1998)
- Angel Lagdameo (2000-2018)
- Jose Romeo Lazo (2018-2025)
- Midyphil Billones (od 2025)